# Satan's Storybook
Satan's Storybook è un film horror del 1989 diretto da Michael Rider.
Il film fu distribuito direttamente nel mercato home video e vede la partecipazione dell'attrice pornografica Ginger Lynn Allen (all'epoca momentaneamente ritiratasi dall'industria dell'hard).
Si tratta di un'antologia dell'orrore in due parti, la prima parte narra di un serial killer che viene giustiziato per i suoi crimini, la seconda parla di un attore scoraggiato che si impicca e incontra un clown nell'"aldilà".

## Trama
Dopo che alcuni ninja cristiani hanno rapito sua moglie, Satana ha bisogno di essere intrattenuto e quindi chiede al suo giullare di corte di raccontargli qualche storia. Allora il suo servitore gli narra un paio di orribili racconti. La prima storia segue un serial killer che sceglie le sue vittime a caso da un elenco telefonico. Ma quando prende di mira una giovane donna di nome Jezebel, le cose finiranno male per lui. La seconda storia parla di un clown depresso e ubriaco, che si suicida impiccandosi. Ma egli scopre che i suoi guai non sono finiti, un altro fastidioso clown è pronto nell'aldilà per molestarlo in eterno.

## Produzione
Girato come trampolino di lancio per la carriera d'attrice mainstream di Ginger Lynn Allen, che si era all'epoca ritirata dal porno, Il film fu prodotto durante il successo di Traci Lords che aveva effettuato il passaggio dal mondo dell'hard al cinema legittimo con Not of This Earth nel 1988. Ginger Lynn tentò la stessa strada con Satan's Storybook, ma senza lo stesso successo.